# (2131) Mayall
(2131) Mayall – planetoida należąca do wewnętrznej części pasa głównego asteroid okrążająca Słońce w ciągu 2 lat i 217 dni w średniej odległości 1,89 au. Została odkryta 3 września 1975 roku w Obserwatorium Licka przez Arnolda Klemolę. Nazwa planetoidy pochodzi od Nicholasa Mayalla (1906–1993), amerykańskiego astronoma. Przed jej nadaniem planetoida nosiła oznaczenie tymczasowe (2131) 1975 RA.

## Księżyc planetoidy
31 grudnia 2009 roku doniesiono o odkryciu naturalnego satelity tej planetoidy na podstawie analiz krzywych zmian blasku. Ma on średnicę 2,1 km. Okres obiegu składników wokół wspólnego środka masy to 23,48 godziny. Odległość między składnikami to ok. 20 km.